# William Brown Street

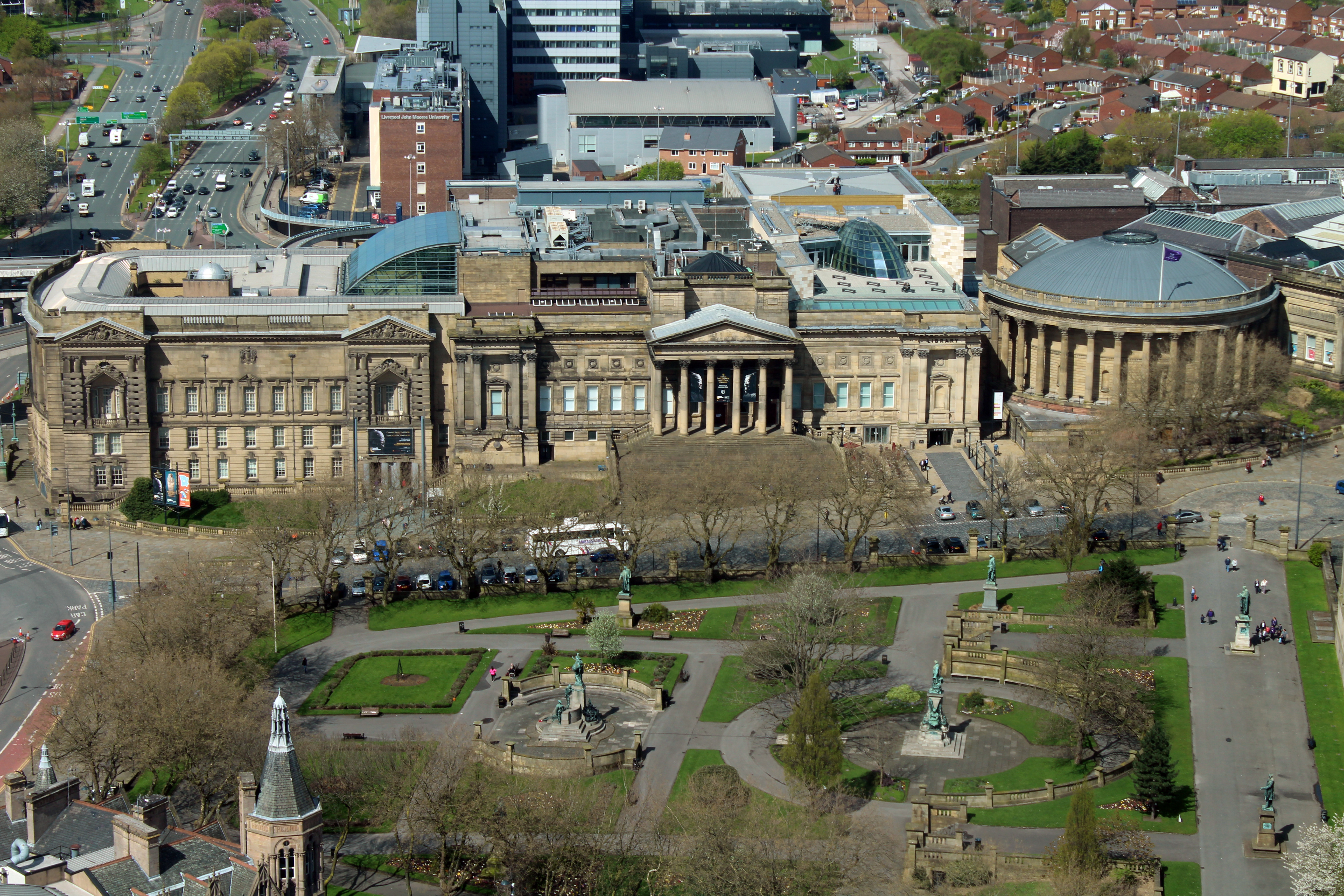
dans William Brown Street.

William Brown Street est une rue de Liverpool, en Angleterre. Elle est remarquable par sa concentration de bâtiments publics qui fait qu'elle est parfois surnommée le Cultural Quarter (littéralement « Quartier culturel »).
Elle porte le nom de William Brown, un député et philanthrope, qui en 1860 a fait dons de terrains dans la région pour la construction d'une bibliothèque et d'un musée.

## Galerie

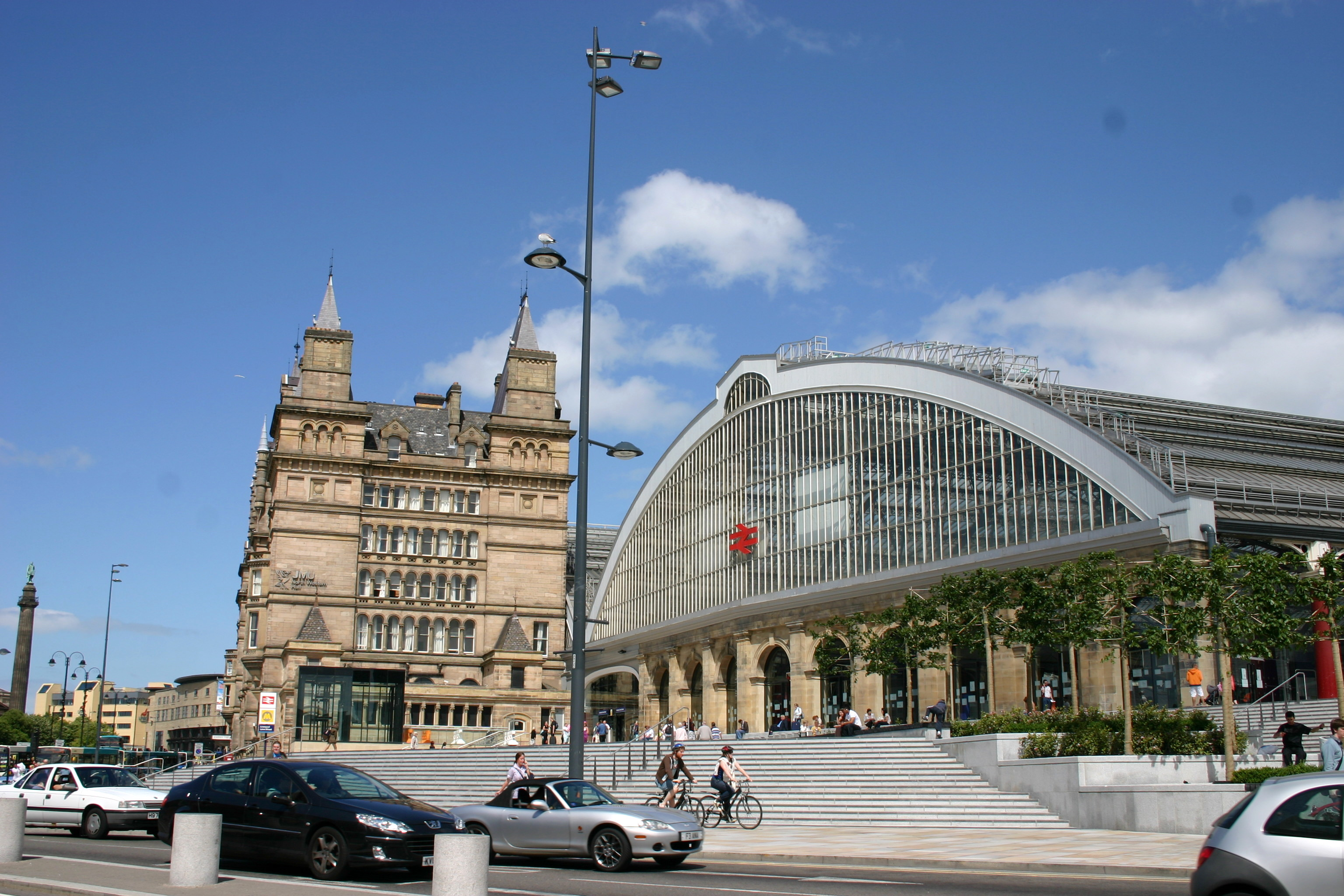
Gare de Liverpool Lime Street.
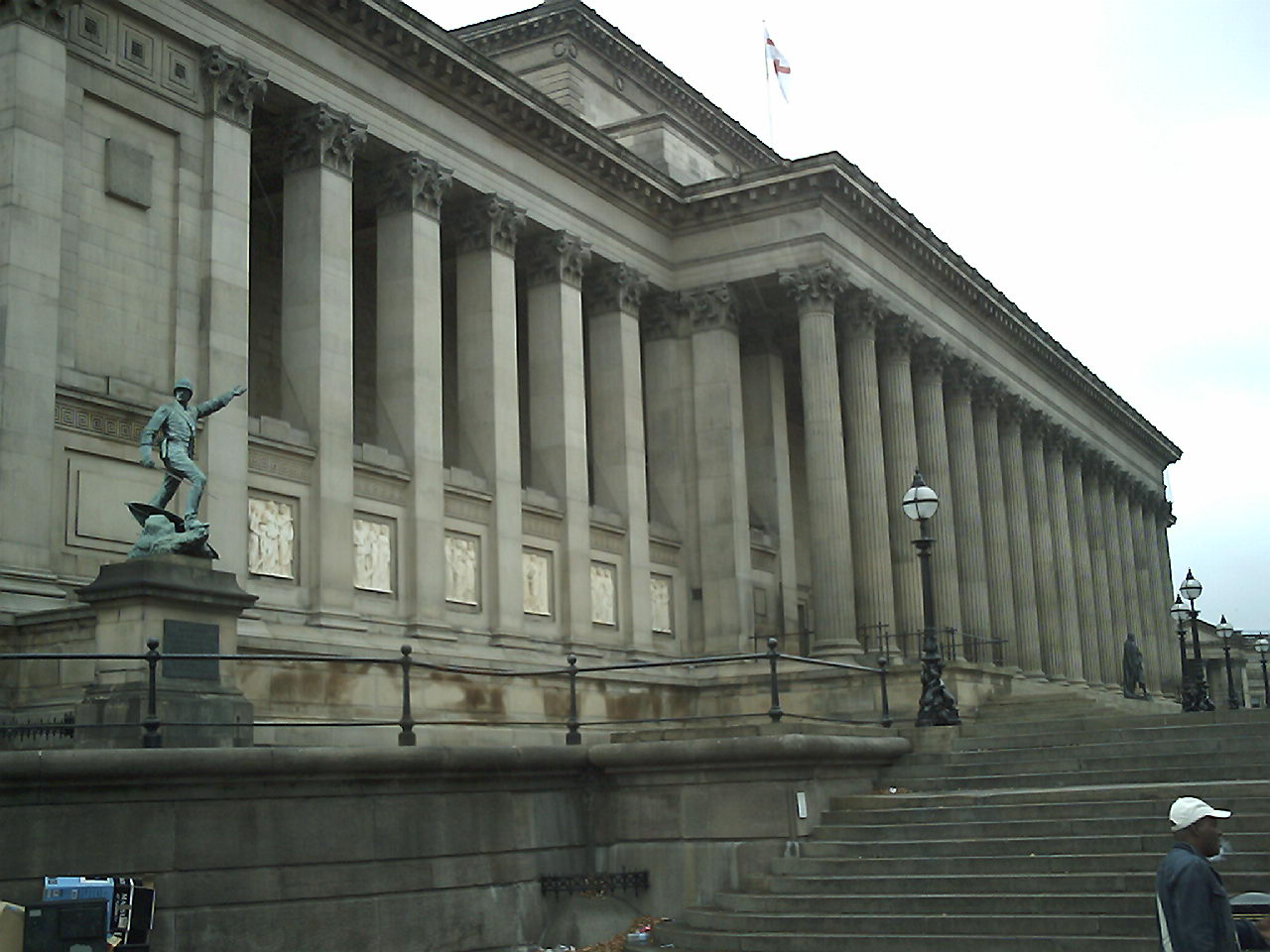
St. George's Hall.
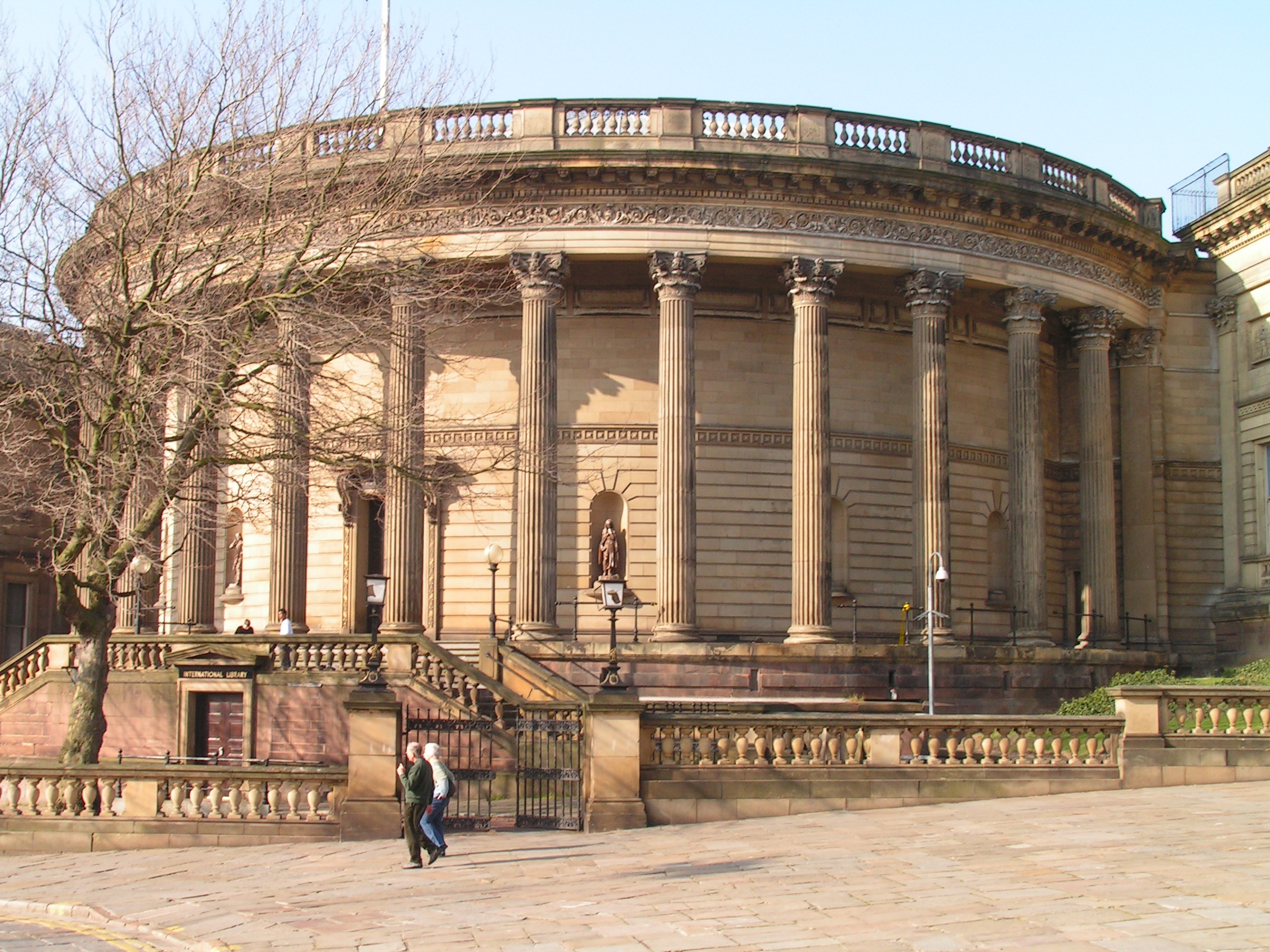
Liverpool Central Library (en).
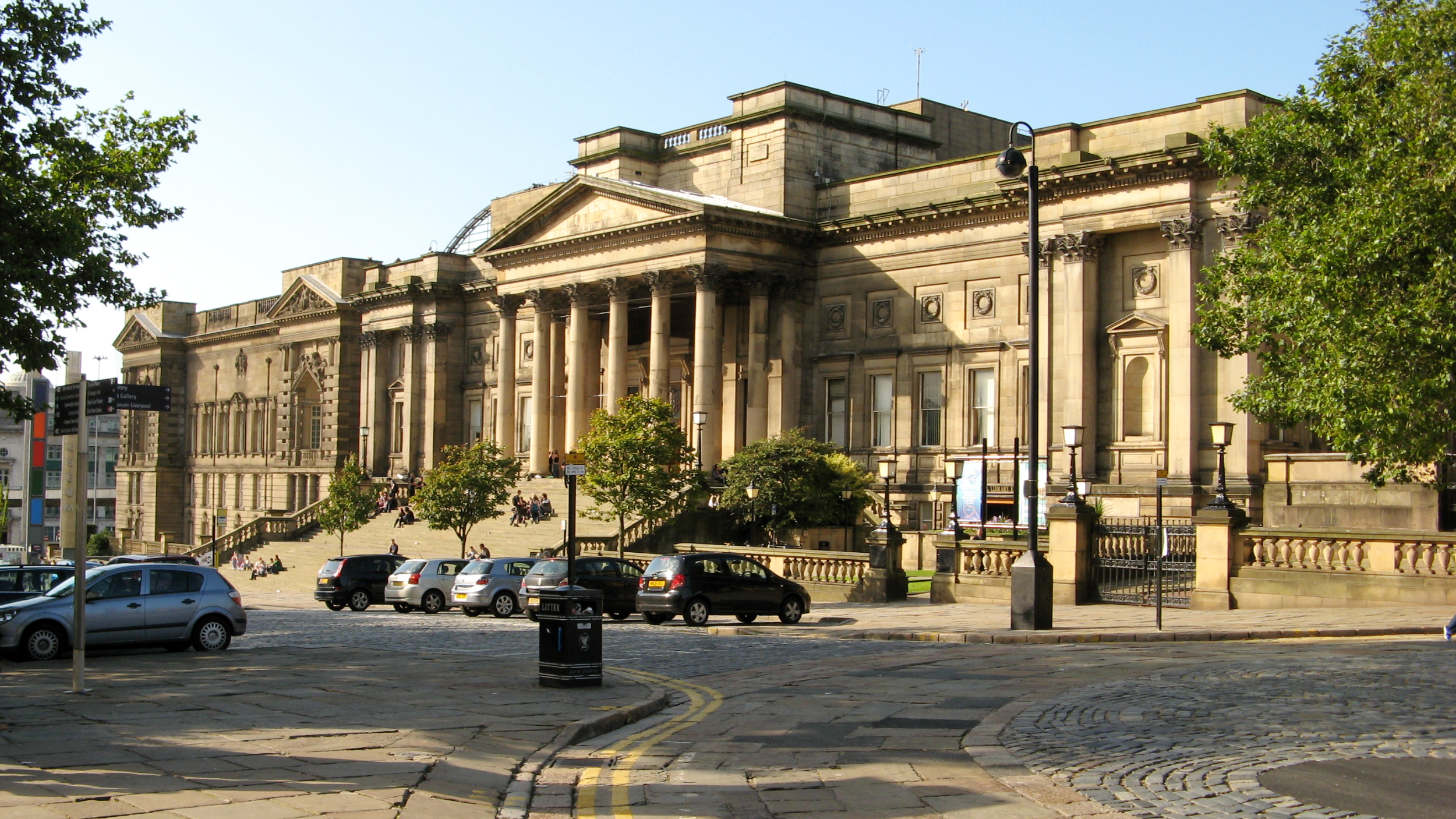
World Museum.
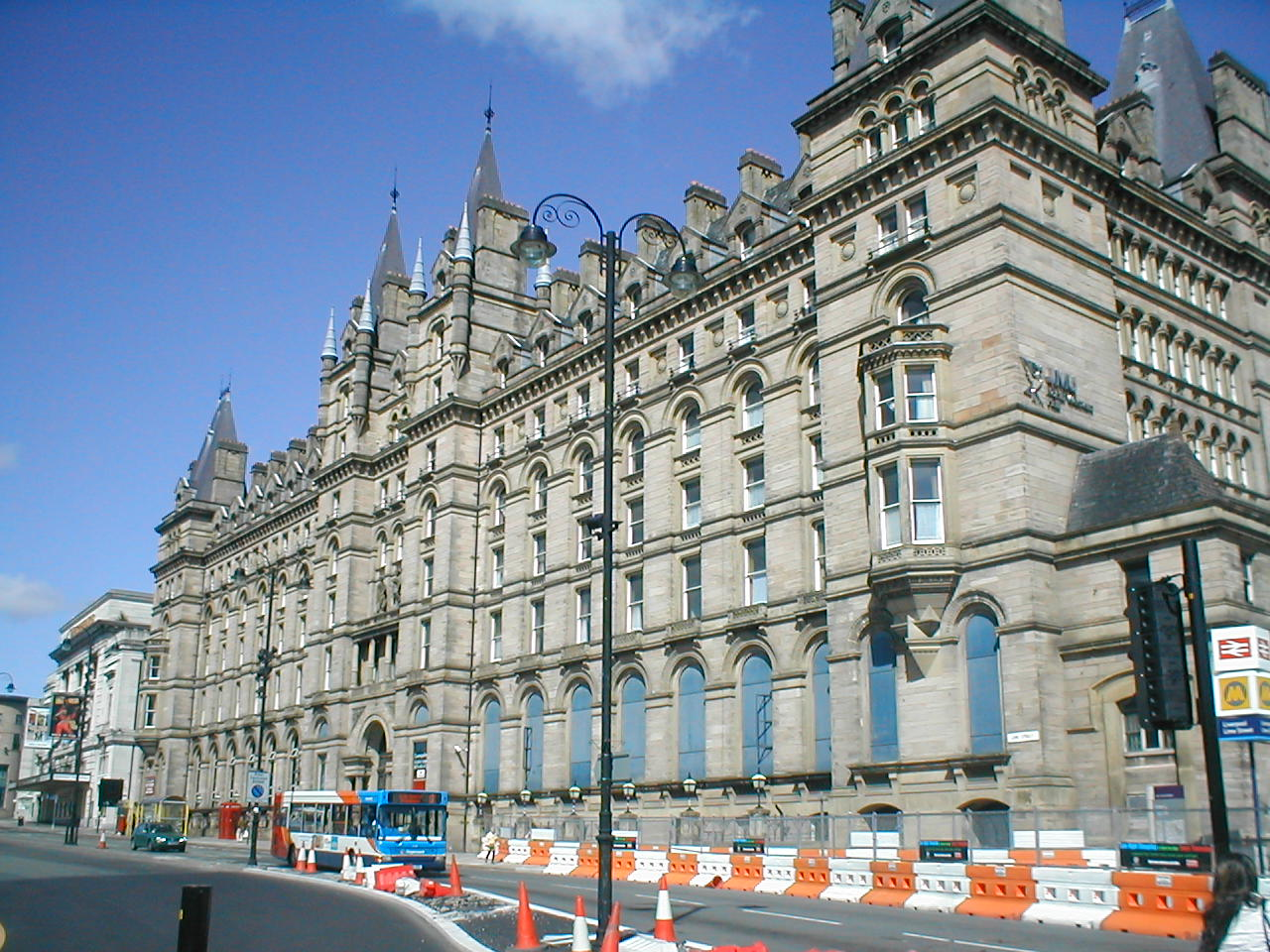
North Western Hotel.
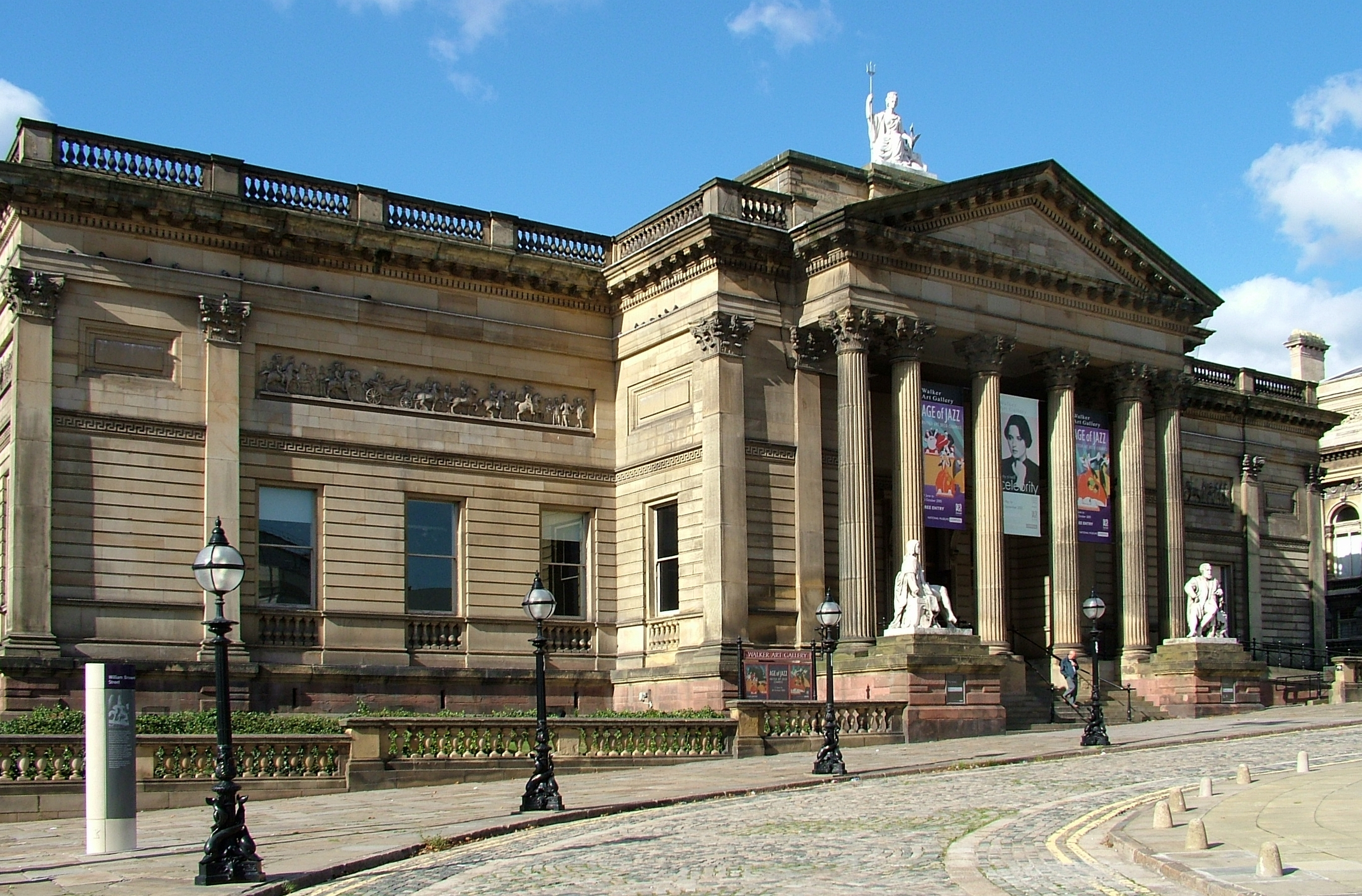
Walker Art Gallery.
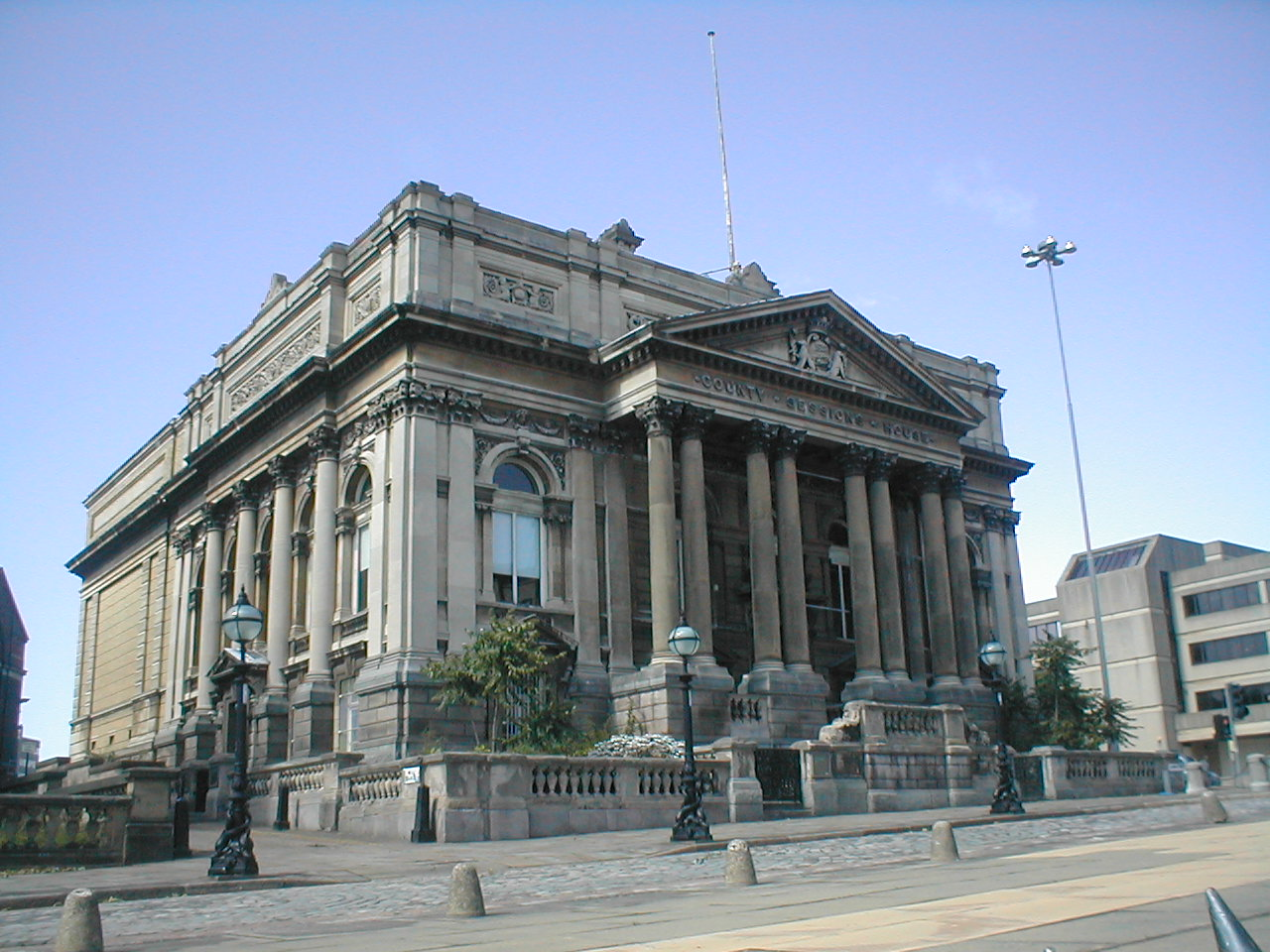
County Sessions House.
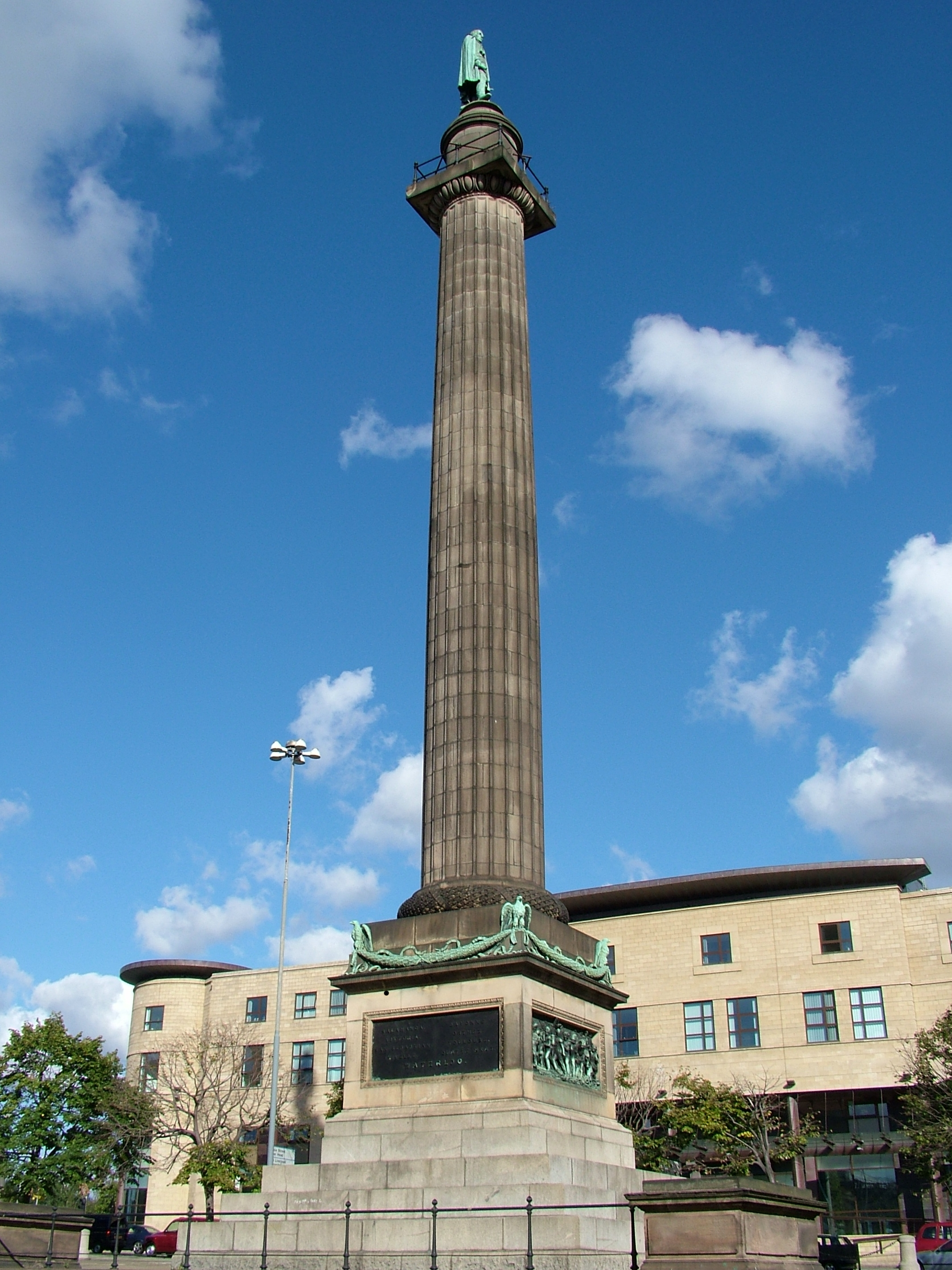
Colonne de Wellington.
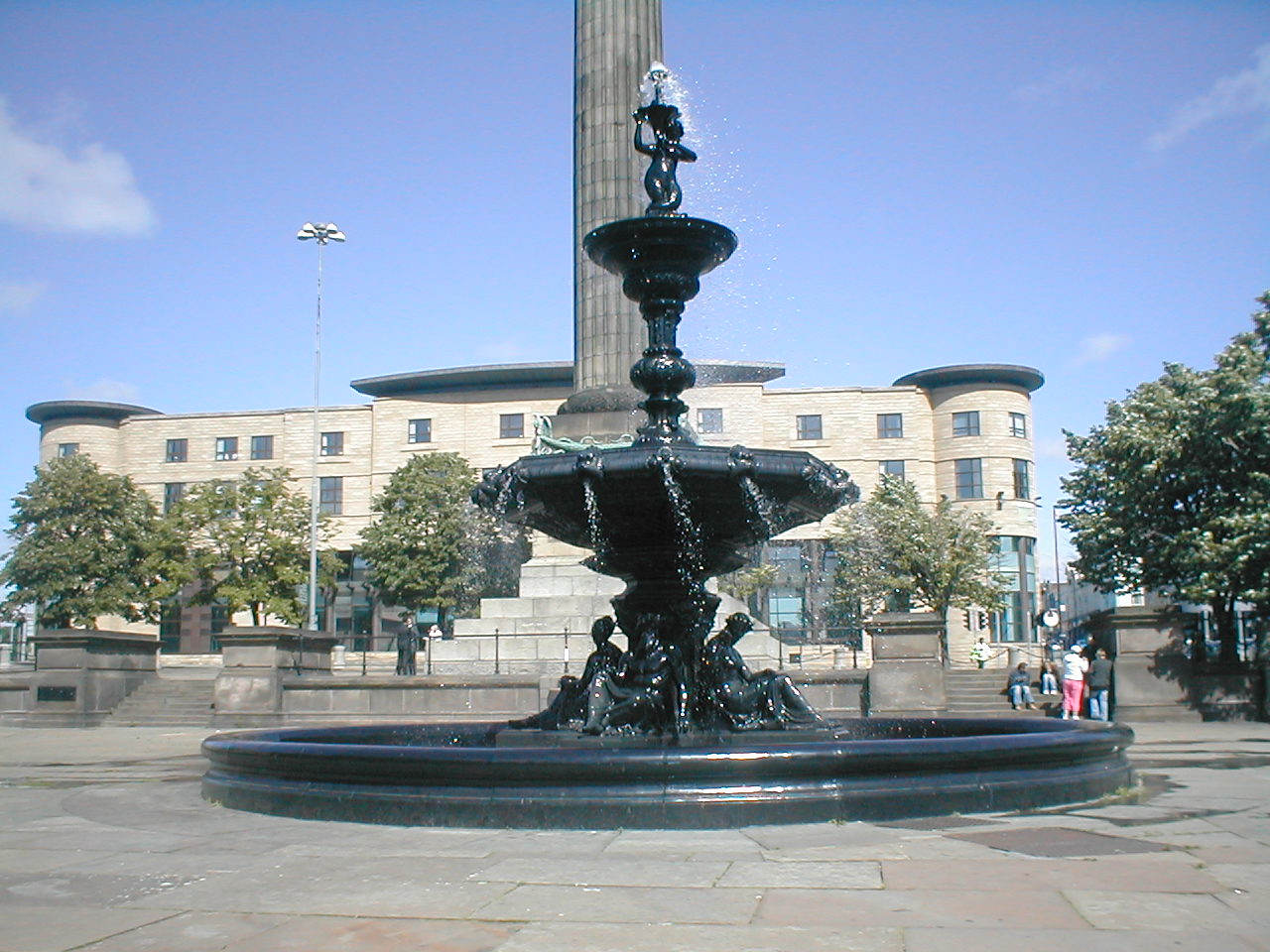
Steble Fountain (en).
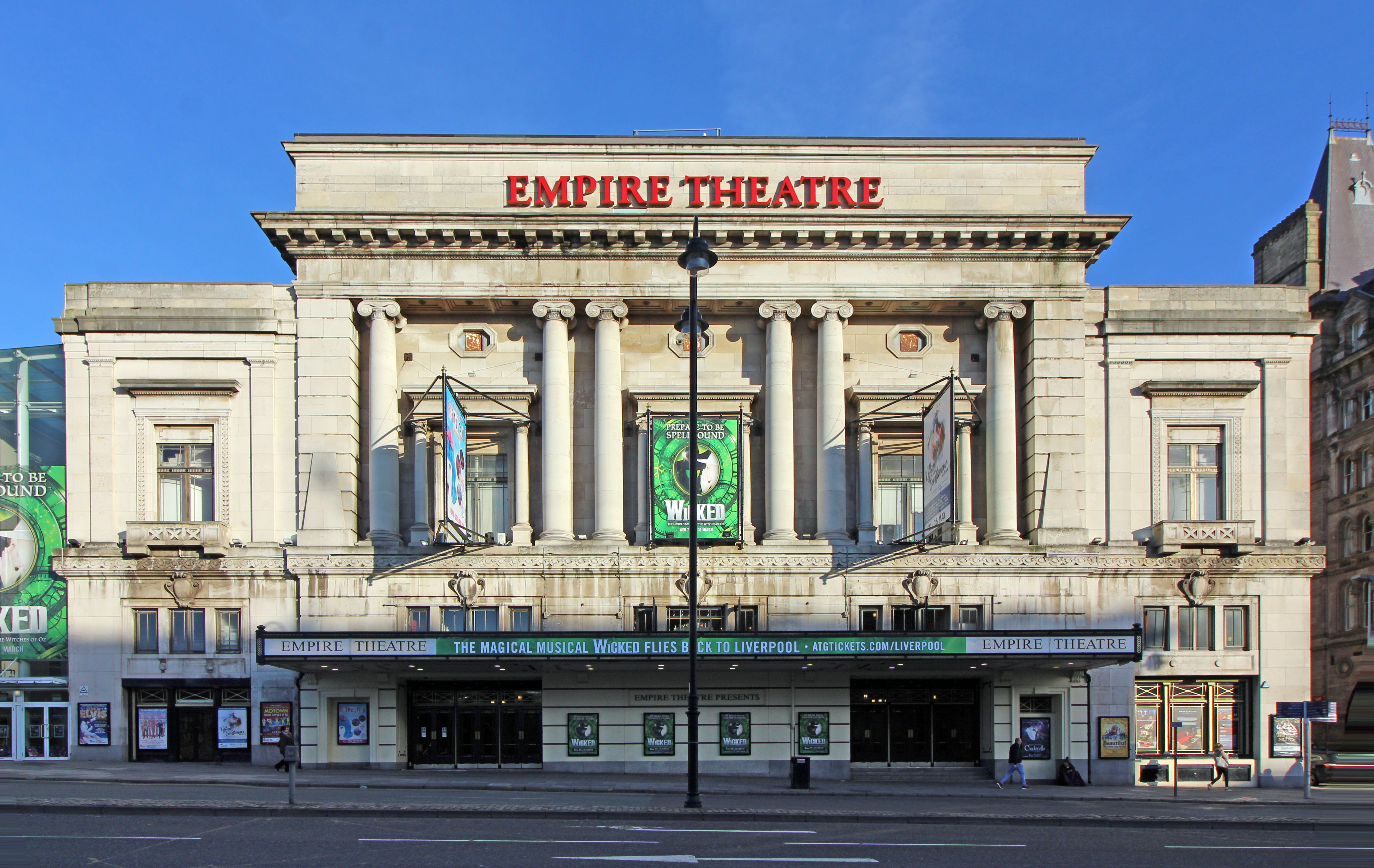
Liverpool Empire Theatre.
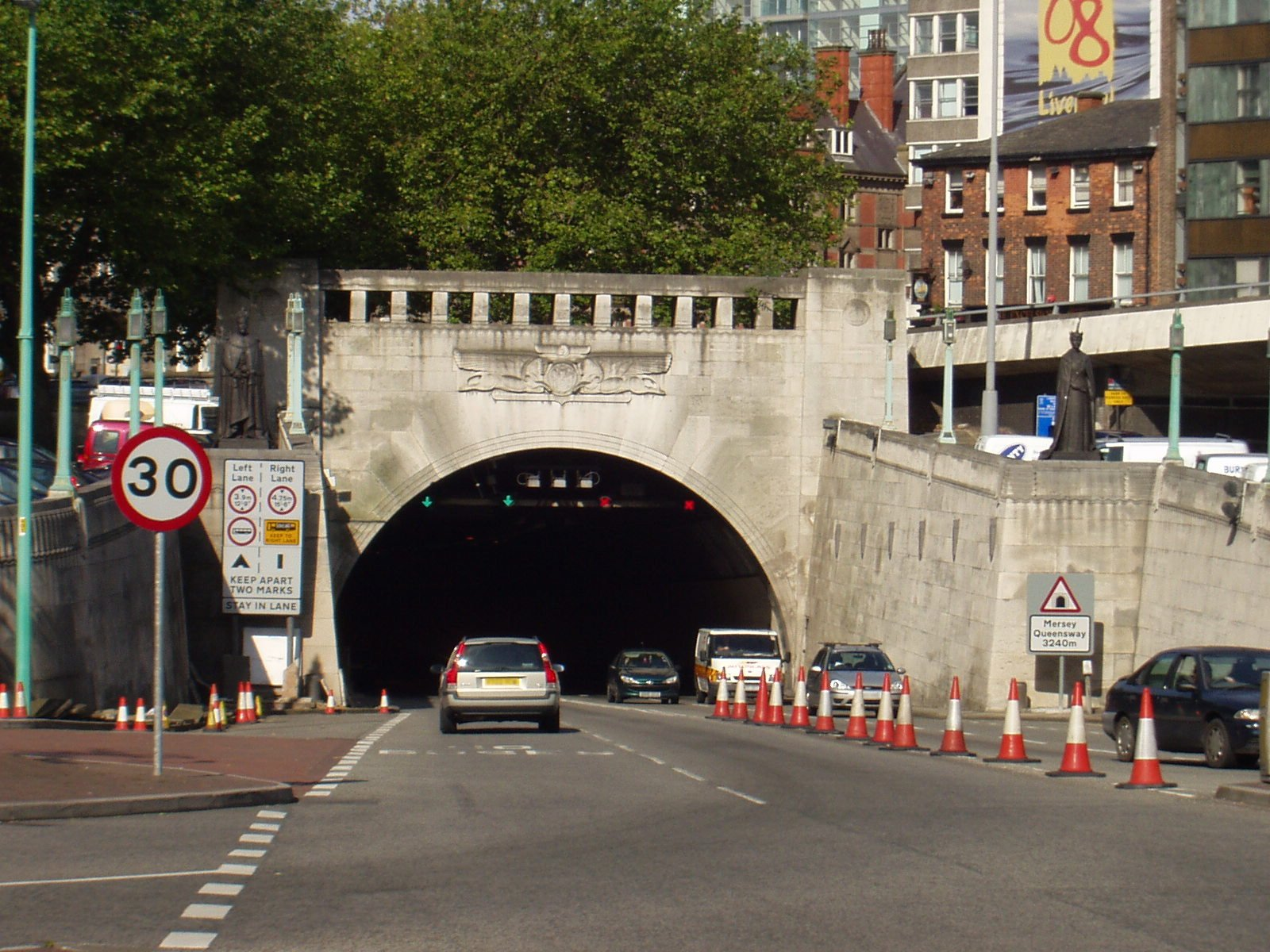
Queensway Tunnel.